# Enlèvement de Freddy Heineken

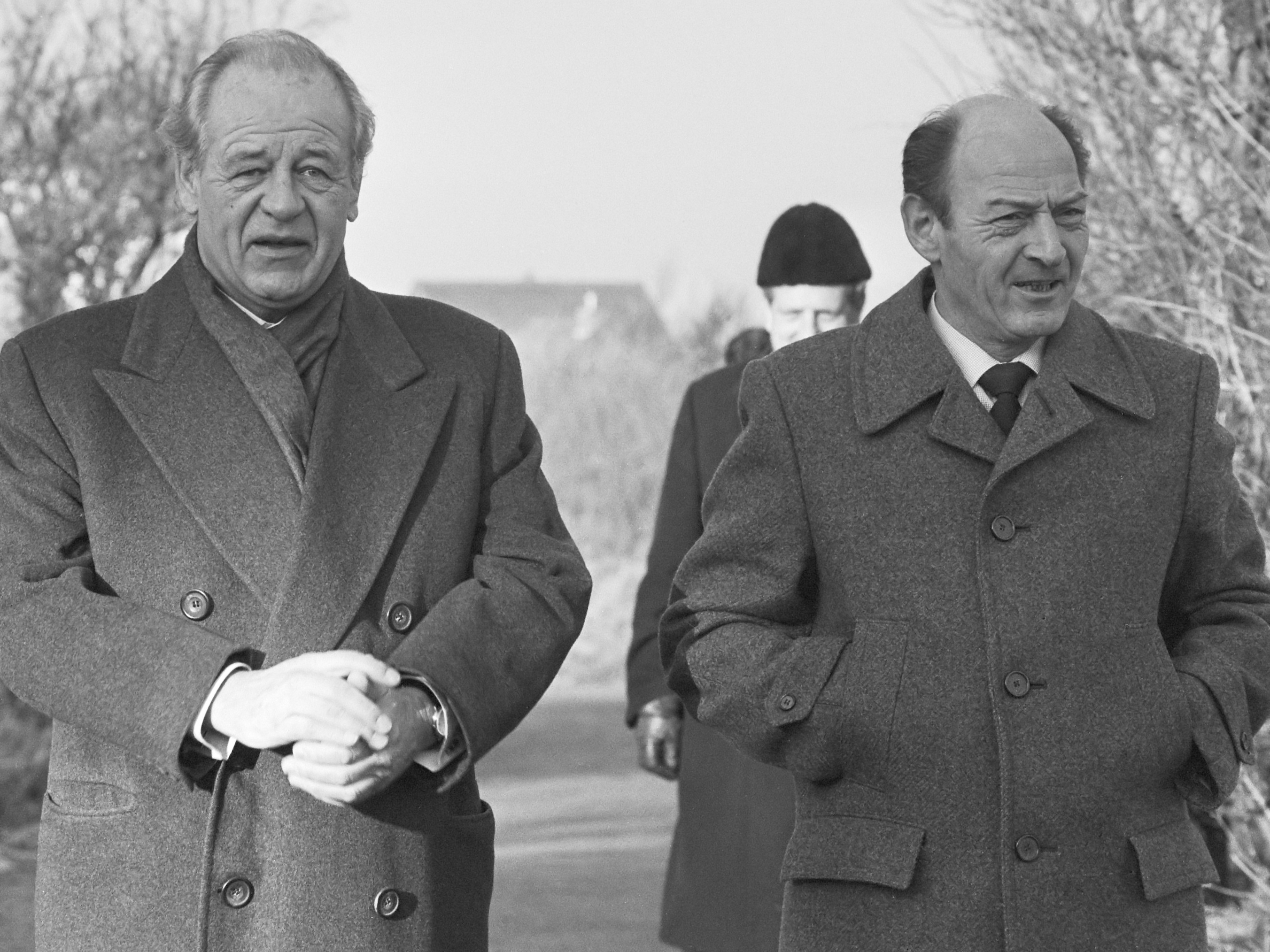
Freddy Heineken (à gauche) et son chauffeur Ab Doderer (2 décembre 1983)

L'enlèvement de Freddy Heineken, président de Heineken International, est un fait divers médiatique ayant eu lieu aux Pays-Bas en 1983. L'homme d'affaires et son chauffeur Ab Doderer sont enlevés le 9 novembre 1983 à Amsterdam. Ils sont libérés le 30 novembre contre une forte rançon. Les ravisseurs Cor van Hout, Willem Holleeder, Jan Boellaard, Frans Meijer et Martin Erkamps sont par la suite arrêtés et emprisonnés.
L'enlèvement, les procès et les extraditions qui ont suivi ont suscité une large couverture médiatique, particulièrement aux Pays-Bas. Plusieurs livres et deux films leur ont été consacrés. Plusieurs des ravisseurs sont ensuite devenus des personnalités connues du crime organisé néerlandais.

## Enlèvement
Freddy Heineken, président du conseil d’administration et PDG de la brasserie Heineken International est l’une des personnes les plus riches des Pays-Bas dans les années 1980.
Cor van Hout, Willem Holleeder, Frans Meijer et Jan Boellaard (nl)  avaient préparé pendant deux ans leur projet d'enlèvement, tandis que Martin Erkamps n'est impliqué que plus tard. Avant l'enlèvement proprement dit, plusieurs tentatives au domicile de Heineken à Noordwijk échouent, du fait de l'absence de Heineken et de son chauffeur Doderer.
L'enlèvement a finalement lieu le 9 novembre 1983 à 18 h 56 devant le bureau de Heineken au Weteringplantsoen (nl)  à Amsterdam. Freddy Heineken et son chauffeur Ab Doderer sont emprisonnés pendant trois semaines dans une cabane Quonset, appartenant à la société de fabrication de bois Boellaards, dans le parc d'entreprises De Heining à Westpoort, dans l'ouest du port d'Amsterdam. La cabane a été préparée à l’avance par la création d’une double paroi à une extrémité, avec deux cellules insonorisées avec une porte cachée. Longue de 42 mètres au total, son intérieur est raccourci de 4 mètres du fait des aménagements, ce qui reste inaperçu. En dehors des heures de travail, les ravisseurs s'occupent de leurs prisonniers, lesquels sont attachés au mur avec des chaînes.
Le paiement de la rançon, 35 millions de florins néerlandais (environ 15,7 millions de GBP), est le plus élevé jamais payé pour une victime d’enlèvement à cette époque. Les ravisseurs s'enfuient sans relâcher les otages, mais la police retrouve les otages vivants grâce à un coup de chance.

## Devenir des ravisseurs
Dans la nuit du 29 novembre 1983, à peine quelques heures avant le coup de filet de la police néerlandaise, Willem Holleeder et son complice Cor van Hout, en fuite, parviennent à déjouer les enquêteurs en passant la frontière française à bord d'une Golf GTI prêtée par un ami, Thomas van der Bijl. Arrivés à Paris à l'insu des autorités néerlandaises qui les cherchent dès lors activement aux quatre coins des Pays-Bas, Willem Holleeder et Cor van Hout louent un appartement au 2 rue de Penthièvre (8e arrondissement) appartenant à Sylvia Robert-Winter, une professionnelle de l'immobilier qui s'était liée d'amitié avec Willem Holleeder. N'étant pas au courant du kidnapping, la jeune femme se fait entendre dire par Willem Holleeder que son ami et lui ont rejoint la France en raison de problèmes avec le Fisc néerlandais.
Au total, Van Hout et Holleeder passent plus de trois ans en France, d’abord en fuite, puis en prison, puis en résidence surveillée dans l’attente d’une modification du traité d’extradition, avant de retourner à nouveau en prison. Ils sont ensuite extradés. Un autre ravisseur, Meijer parvient à s'échapper au Paraguay et y réside pendant plusieurs années jusqu'à ce qu'il soit découvert par le journaliste Peter de Vries. En 2003, Meijer cesse ses recours contre son extradition et est transféré aux Pays-Bas pour y être emprisonné.

Peu de temps après sa libération, Van Hout est à nouveau emprisonné, cette fois-ci pendant quatre ans, pour son rôle dans un réseau de trafic de drogue. En 2003, un an après avoir été libéré une deuxième fois, il est tué lors d'une fusillade à Amsterdam.

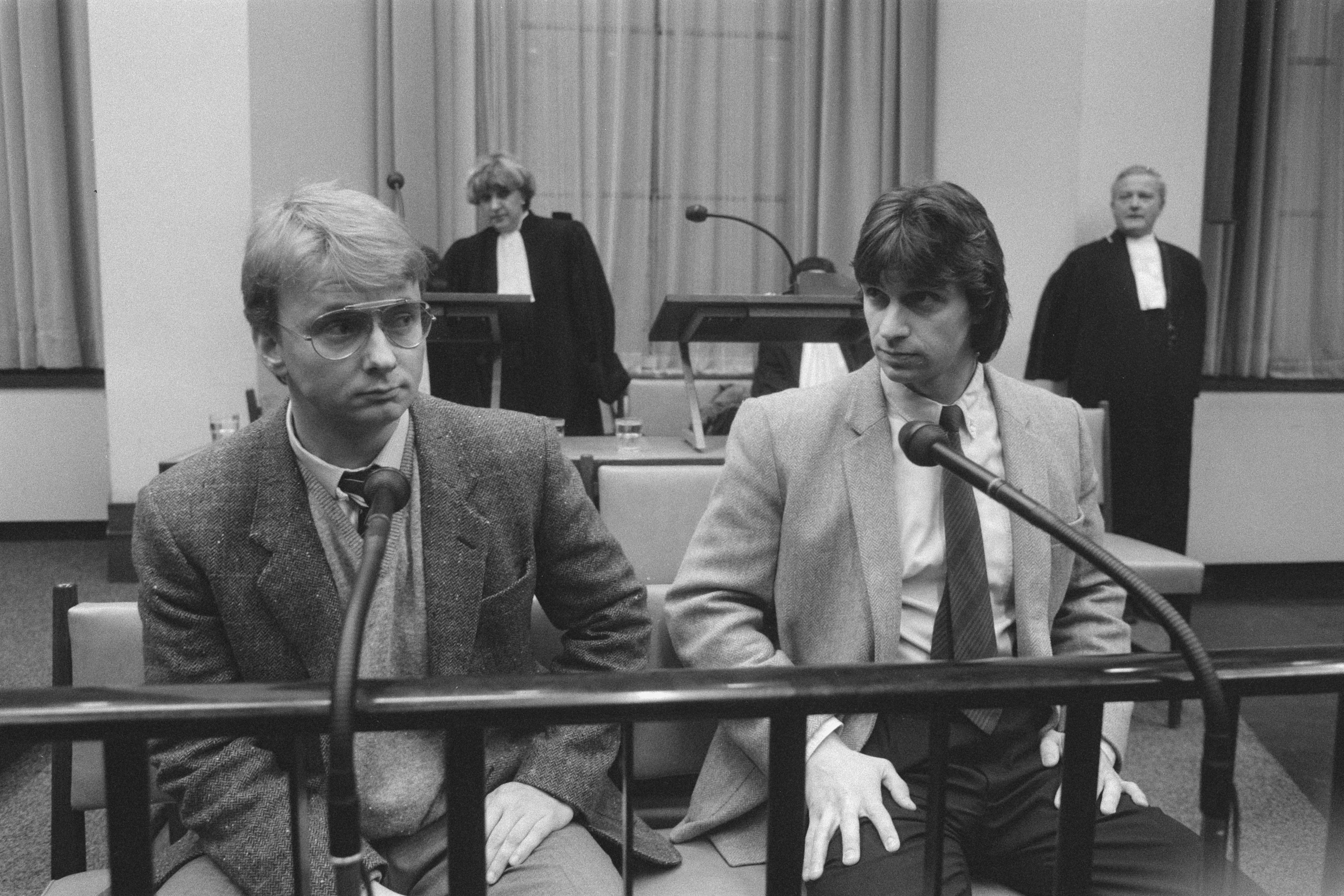
Cor van Hout et Willem Holleeder en 1987

## Documentation sur l'enlèvement

### Livres
Peter R. de Vries publie en 1987 De ontvoering van Alfred Heineken, qui relate l'enlèvement du point de vue de Cor van Hout, sur la base d'entretiens avec Van Hout et Holleeder réalisés en 1986, lors de leur arrestation à l'hôtel en France. Van Hout et Holleeder demandent et obtiennent que le livre ne soit publié qu'après leur procès. Dans les éditions suivantes, De Vries ajoute plusieurs chapitres supplémentaires couvrant les événements ultérieurs.

### Films
En octobre 2011 sort le film De Heineken Ontvoering, réalisé par Maarten Treurniet et écrit par Maarten Treurniet et Kees van Beijnum. Rutger Hauer y joue le rôle de Freddy Heineken. A ses côtés, Reinout Scholten van Aschat joue le rôle de Rem Hubrechts, Gijs Naber celui de Cor van Hout, Teun Kuilboer celui de Frans Meijer et Korneel Evers interprète Jan Boellaard. Willem Holleeder, l'un des protagonistes de l'enlèvement, a déposé une injonction préliminaire pour obtenir l'interdiction du film, tandis que Jan Boellaard, Frans Meijer et Martin Erkamps demandent à IDTV de ne pas le diffuser le film, en raison de ses inexactitudes. Ni l'injonction ni les demandes n'ont abouti.
En 2015, Daniel Alfredson réalise Kidnapping Freddy Heineken. Le film est écrit par William Brookfield, d'après le livre de 1987 de De Vries. Il est interprété par Anthony Hopkins dans le rôle de Freddy Heineken, Sam Worthington celui de Willem Holleeder, Jim Sturgess joue le rôle de Cor van Hout, Ryan Kwanten celui de Jan Boellaard et Mark van Eeuwen interprète Frans Meijer.